# Milwaukee Admirals
Milwaukee Admirals je profesionální americký klub ledního hokeje, který sídlí v Milwaukee ve státě Wisconsin. Do AHL vstoupil v ročníku 2001/02 a hraje v Centrální divizi v rámci Západní konference. Své domácí zápasy odehrává v hale UW–Milwaukee Panther Arena s kapacitou 9 652 diváků. Klubové barvy jsou námořnická modř, křišťálová modř, šedá a bílá.
Klub hraje v soutěži od roku 2001, kdy se do ní společně s pěticí dalších celků přesunul ze zaniklé IHL. Klub byl založen v roce 1970 a do roku 1973 pod původním názvem Milwaukee Wings působil jako amatérský. V letech 1973-77 hrál tým již pod současným názvem profesionální soutěž United States Hockey League. Od roku 1977 bylo Milwaukee účastníkem již zmíněné IHL. Klub je již od roku 1998 farmářským mužstvem týmu NHL Nashville Predators, tedy po celou dobu existence Nashville.
Ročník 2020/21 se klub rozhodl vynechat kvůli pandemii koronaviru.

## Vyřazená čísla
- 9 (Phil Wittliff)
- 14 (Mike McNeill)
- 26 (Tony Hrkac)
- 27 (Danny Lecours)
- 44 (Gino Cavallini, Kevin Willison)

## Úspěchy klubu
- Vítěz AHL – 1× (2003/2004)
- Vítěz základní části – 2× (2003/04, 2019/20)
- Vítěz západní konference – 2× (2003/04, 2005/06)
- Vítězové divize – 8× (2003/04, 2005/06, 2008/09, 2010/11, 2015/16, 2019/20, 2023/24, 2024/25)
- Úspěchy v IHL – 4× vítěz divize (1982/83, 1992/93, 1994/95, 1995/96)
- Úspěchy v USHL – vítěz 1975/76

## Umístění v jednotlivých sezonách AHL
Stručný přehled
Zdroj:
- 2001–2011: American Hockey League (Západní divize)
- 2011–2015: American Hockey League (Středozápadní divize)
- 2015– : American Hockey League (Centrální divize)

Jednotlivé ročníky
Zdroj:
Legenda: Z – zápasy, V – výhry, R- remízy, P – porážky, PP – porážky v prodloužení či na samostatné nájezdy, VG – vstřelené góly, OG – obdržené góly, B – body
| USA / Kanada (2001 – ) |                                                |                                                |                                                |                                                |                                                |                                                |                                                |                                                |                                                |                                                |                                                |
| Sezóny                 | Liga                                           | Úroveň                                         | Z                                              | V                                              | R                                              | PP                                             | P                                              | VG                                             | OG                                             | B                                              | Pozice                                         |
| 2001/02                | AHL (Západní divize)                           | 2                                              | 82                                             | 30                                             | 10                                             | 5                                              | 35                                             | 198                                            | 207                                            | 75                                             | 5.                                             |
| 2002/03                | AHL (Západní divize)                           | 2                                              | 82                                             | 32                                             | 14                                             | 7                                              | 27                                             | 247                                            | 251                                            | 85                                             | 4.                                             |
| 2003/04                | AHL (Západní divize)                           | 2                                              | 82                                             | 46                                             | 7                                              | 3                                              | 24                                             | 269                                            | 191                                            | 102                                            | 1.                                             |
| 2004/05                | AHL (Západní divize)                           | 2                                              | 82                                             | 47                                             | –                                              | 9                                              | 24                                             | 247                                            | 207                                            | 103                                            | 2.                                             |
| 2005/06                | AHL (Západní divize)                           | 2                                              | 82                                             | 49                                             | –                                              | 10                                             | 21                                             | 268                                            | 234                                            | 108                                            | 1.                                             |
| 2006/07                | AHL (Západní divize)                           | 2                                              | 82                                             | 41                                             | –                                              | 14                                             | 25                                             | 227                                            | 230                                            | 96                                             | 3.                                             |
| 2007/08                | AHL (Západní divize)                           | 2                                              | 82                                             | 44                                             | –                                              | 7                                              | 29                                             | 231                                            | 212                                            | 95                                             | 4.                                             |
| 2008/09                | AHL (Západní divize)                           | 2                                              | 82                                             | 49                                             | –                                              | 9                                              | 22                                             | 229                                            | 195                                            | 107                                            | 1.                                             |
| 2009/10                | AHL (Západní divize)                           | 2                                              | 80                                             | 41                                             | –                                              | 9                                              | 30                                             | 237                                            | 220                                            | 91                                             | 4.                                             |
| 2010/11                | AHL (Západní divize)                           | 2                                              | 80                                             | 44                                             | –                                              | 14                                             | 22                                             | 226                                            | 194                                            | 102                                            | 1.                                             |
| 2011/12                | AHL (Středozápadní divize)                     | 2                                              | 76                                             | 40                                             | –                                              | 7                                              | 29                                             | 210                                            | 190                                            | 87                                             | 2.                                             |
| 2012/13                | AHL (Středozápadní divize)                     | 2                                              | 76                                             | 41                                             | –                                              | 7                                              | 28                                             | 197                                            | 200                                            | 89                                             | 2.                                             |
| 2013/14                | AHL (Středozápadní divize)                     | 2                                              | 76                                             | 39                                             | –                                              | 13                                             | 24                                             | 215                                            | 199                                            | 91                                             | 3.                                             |
| 2014/15                | AHL (Středozápadní divize)                     | 2                                              | 76                                             | 33                                             | –                                              | 15                                             | 28                                             | 206                                            | 218                                            | 81                                             | 5.                                             |
| 2015/16                | AHL (Centrální divize)                         | 2                                              | 76                                             | 48                                             | –                                              | 5                                              | 23                                             | 234                                            | 193                                            | 101                                            | 1.                                             |
| 2016/17                | AHL (Centrální divize)                         | 2                                              | 76                                             | 43                                             | –                                              | 7                                              | 26                                             | 225                                            | 215                                            | 93                                             | 3.                                             |
| 2017/18                | AHL (Centrální divize)                         | 2                                              | 76                                             | 38                                             | –                                              | 6                                              | 32                                             | 216                                            | 235                                            | 82                                             | 6.                                             |
| 2018/19                | AHL (Centrální divize)                         | 2                                              | 76                                             | 36                                             | –                                              | 16                                             | 24                                             | 217                                            | 207                                            | 88                                             | 2.                                             |
| 2019/20                | AHL (Centrální divize)                         | 2                                              | 61                                             | 41                                             | –                                              | 8                                              | 14                                             | 211                                            | 141                                            | 90                                             | 1.                                             |
| 2020/21                | klub vynechal sezonu kvůli pandemii koronaviru | klub vynechal sezonu kvůli pandemii koronaviru | klub vynechal sezonu kvůli pandemii koronaviru | klub vynechal sezonu kvůli pandemii koronaviru | klub vynechal sezonu kvůli pandemii koronaviru | klub vynechal sezonu kvůli pandemii koronaviru | klub vynechal sezonu kvůli pandemii koronaviru | klub vynechal sezonu kvůli pandemii koronaviru | klub vynechal sezonu kvůli pandemii koronaviru | klub vynechal sezonu kvůli pandemii koronaviru | klub vynechal sezonu kvůli pandemii koronaviru |
| 2021/22                | AHL (Centrální divize)                         | 2                                              | 76                                             | 39                                             | –                                              | 9                                              | 28                                             | 229                                            | 228                                            | 87                                             | 3.                                             |
| 2022/23                | AHL (Centrální divize)                         | 2                                              | 72                                             | 41                                             | –                                              | 7                                              | 24                                             | 238                                            | 211                                            | 89                                             | 2.                                             |
| 2023/24                | AHL (Centrální divize)                         | 2                                              | 72                                             | 47                                             | –                                              | 3                                              | 22                                             | 238                                            | 193                                            | 97                                             | 1.                                             |
| 2024/25                | AHL (Centrální divize)                         | 2                                              | 72                                             | 40                                             | –                                              | 11                                             | 21                                             | 218                                            | 184                                            | 91                                             | 1.                                             |

### Play-off
| Sezona  | předkolo                                       | 1. kolo                                        | 2. kolo                                        | Finále konference                              | Finále Calder Cupu                             |
| ------- | ---------------------------------------------- | ---------------------------------------------- | ---------------------------------------------- | ---------------------------------------------- | ---------------------------------------------- |
| 2001/02 | mužstvo se nekvalifikovalo                     | mužstvo se nekvalifikovalo                     | mužstvo se nekvalifikovalo                     | mužstvo se nekvalifikovalo                     | mužstvo se nekvalifikovalo                     |
| 2002/03 | postup, 2–1, Rochester                         | porážka, 0–3, Houston                          | —                                              | —                                              | —                                              |
| 2003/04 | —                                              | postup, 4–3, Cincinnati                        | postup, 4–2, Chicago                           | postup, 4–1, Rochester                         | Vítěz AHL, 4–0, Wilkes-Barre/Scranton          |
| 2004/05 | —                                              | porážka, 3–4, Cincinnati                       | —                                              | —                                              | —                                              |
| 2005/06 | —                                              | postup, 4–3, Iowa                              | postup, 4–0, Houston                           | postup, 4–0, Grand Rapids                      | Finále AHL, 2–4, Hershey                       |
| 2006/07 | —                                              | porážka, 0–4, Chicago                          | —                                              | —                                              | —                                              |
| 2007/08 | —                                              | porážka, 2–4, Chicago                          | —                                              | —                                              | —                                              |
| 2008/09 | —                                              | postup, 4-0, Rockford                          | porážka, 3-4, Houston                          | —                                              | —                                              |
| 2009/10 | —                                              | porážka, 3-4, Chicago                          | —                                              | —                                              | —                                              |
| 2010/11 | —                                              | postup, 4-2, Texas                             | porážka, 3-4, Houston                          | —                                              | —                                              |
| 2011/12 | —                                              | porážka, 0-3, Abbotsford                       | —                                              | —                                              | —                                              |
| 2012/13 | —                                              | porážka, 1-3, Texas                            | —                                              | —                                              | —                                              |
| 2013/14 | —                                              | porážka, 0-3, Toronto                          | —                                              | —                                              | —                                              |
| 2014/15 | mužstvo se nekvalifikovalo                     | mužstvo se nekvalifikovalo                     | mužstvo se nekvalifikovalo                     | mužstvo se nekvalifikovalo                     | mužstvo se nekvalifikovalo                     |
| 2015/16 | —                                              | porážka, 0-3, Grand Rapids                     | —                                              | —                                              | —                                              |
| 2016/17 | —                                              | porážka, 0-3, Grand Rapids                     | —                                              | —                                              | —                                              |
| 2017/18 | mužstvo se nekvalifikovalo                     | mužstvo se nekvalifikovalo                     | mužstvo se nekvalifikovalo                     | mužstvo se nekvalifikovalo                     | mužstvo se nekvalifikovalo                     |
| 2018/19 | —                                              | porážka, 2-3, Iowa                             | —                                              | —                                              | —                                              |
| 2019/20 | sezona nedohrána kvůli pandemii koronaviru     | sezona nedohrána kvůli pandemii koronaviru     | sezona nedohrána kvůli pandemii koronaviru     | sezona nedohrána kvůli pandemii koronaviru     | sezona nedohrána kvůli pandemii koronaviru     |
| 2020/21 | klub vynechal sezonu kvůli pandemii koronaviru | klub vynechal sezonu kvůli pandemii koronaviru | klub vynechal sezonu kvůli pandemii koronaviru | klub vynechal sezonu kvůli pandemii koronaviru | klub vynechal sezonu kvůli pandemii koronaviru |
| 2021/22 | BYE                                            | postup, 3–2, Manitoba                          | porážka, 1–3,Chicago                           | —                                              | —                                              |
| 2022/23 | BYE                                            | postup, 3–2, Manitoba                          | postup, 3–2, Texas                             | porážka, 2–4, Coachella Valley                 | —                                              |
| 2023/24 | BYE                                            | postup, 3–2, Texas                             | postup, 3–2, Grand Rapids                      | porážka, 1–4, Coachella Valley                 | —                                              |

## Klubové rekordy

### Za sezonu
Góly: 75, Danny Lecours (1982/83)
Asistence: 100, Dale Yakiwchuk (1982/83)
Body:138, Dale Yakiwchuk (1982/83)
Trestné minuty: 381, Don Gibson (1992/93)
Průměr obdržených branek: 1.92, Connor Ingram (2019/20)
Procento úspěšnosti zákroků: .933, Scott Darling (2013/14) a Connor Ingram (2019/20)

### Celkové
Góly: 444, Danny Lecours
Asistence: 379, Fred Berry
Body: 813, Danny Lecours
Trestné minuty: 1233, Ken Sabourin
Čistá konta: 11, Brian Finley
Vychytaná vítězství: 119, Rich Sirois
Odehrané zápasy: 641, Danny Lecours